# 弗呂布里格山
47°3′41″N 8°53′0″E / 47.06139°N 8.88333°E

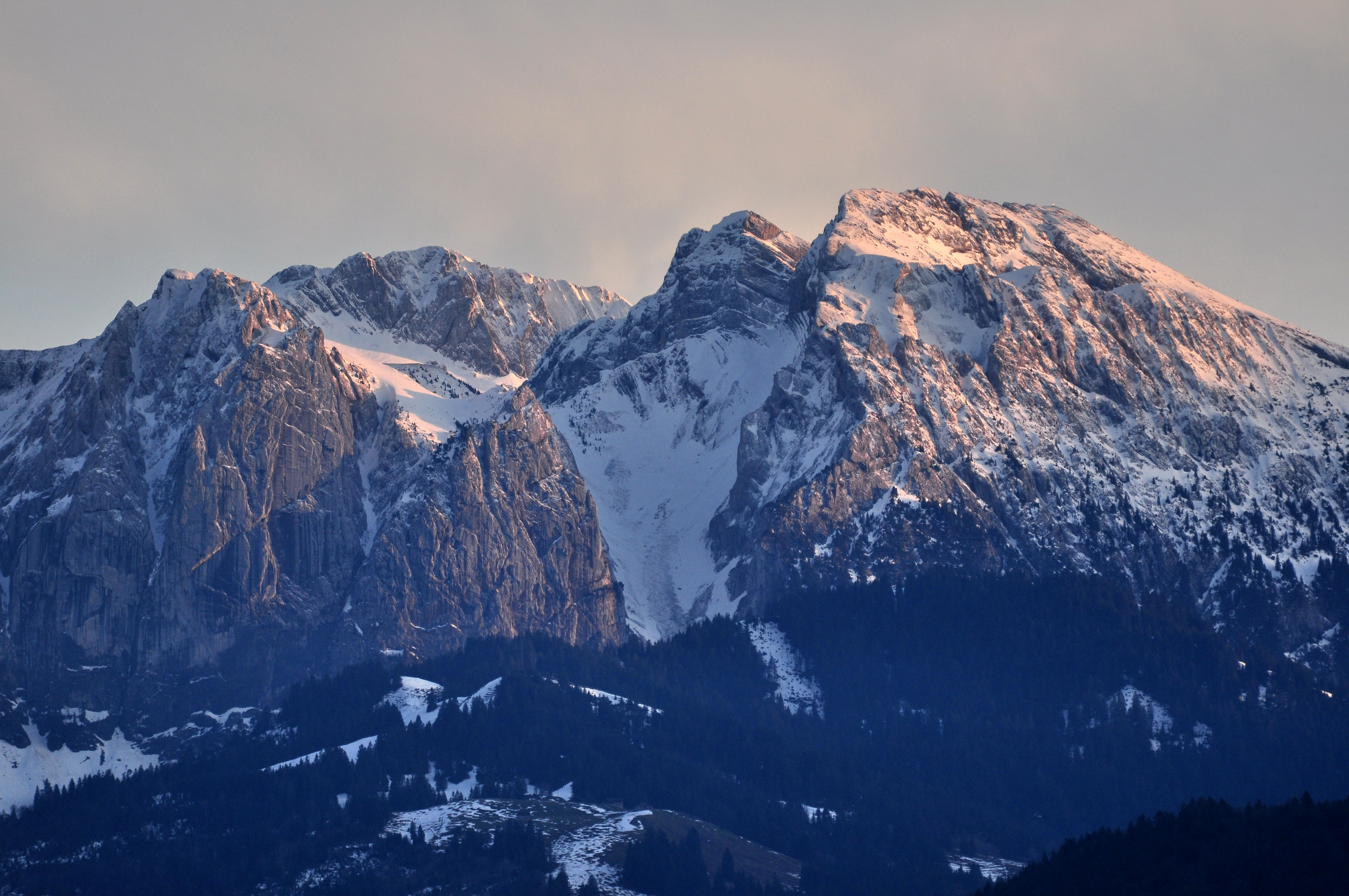

弗呂布里格山（Fluebrig），是瑞士的山峰，位於該國中部，由施維茨州負責管轄，屬於施維茨阿爾卑斯山脈的一部分，海拔高度2,092米，每年平均降雨量1,869毫米。

## 外部連結
- Fluebrig on Hikr （页面存档备份，存于）